# Cão-lobo-de-saarloos
Cão-lobo-de-saarloos[Nota] (em neerlandês:  Saarlooswolfhond) é uma raça canina oriunda dos Países Baixos. Supostamente aceito como fruto dos cruzamentos realizados por Leendert Saarloos entre uma loba de um zoológico e um pastor-alemão, é ainda dito que este canino poderia ser uma subespécie de um lobo russo, o Canis lupus albus, ou de um outro, canadense, o Canis lupus occidentalis. Fisicamente, pode chegar a medir 75 cm na altura da cernelha e pesar 35 kg.

## Características

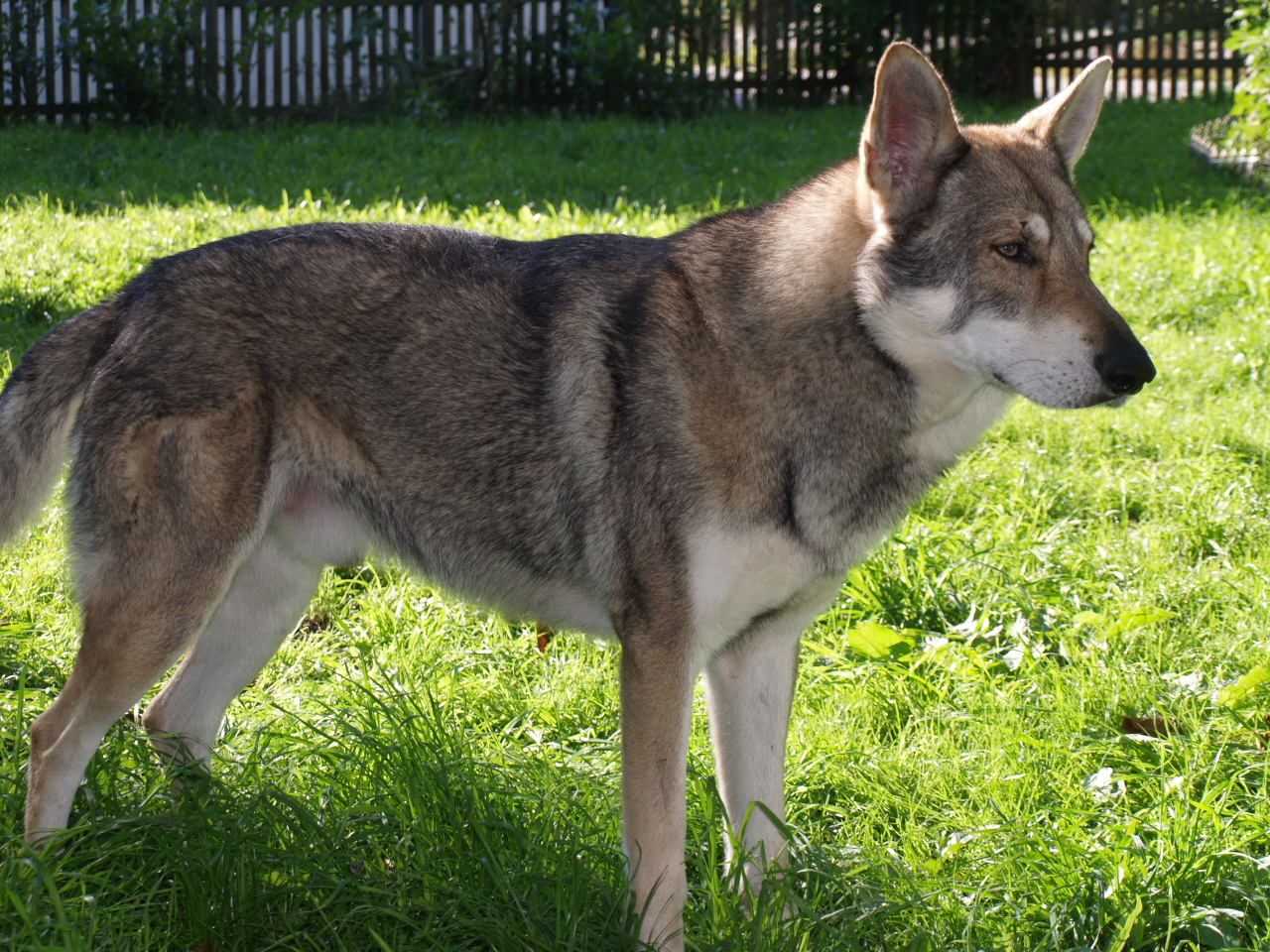
Espécime exibindo a típica morfologia aceita dentro do padrão da raça.

O cão-lobo-de-Saarloos é um cão fortemente construído, cuja constituição, pelagem e movimento são similares aos de um autêntico lobo. A altura é entre 65–75 cm nos machos e 60–70 cm nas fêmeas.[2] Pesa até 45 quilogramas. Sendo um cão de constituição atlética, com ossatura média e corpo forte e musculoso. Move-se levemente sobre os pés e tem uma marcha elegante. Sua pelagem é curta e densa, proporcionando boa proteção contra as intempéries. Existem três cores: cinza-lobo, vermelho e branco. Como os genes cinza-lobo são dominantes, esta é a cor mais comum. Os genes para a cor branca são recessivos, tornando isso incomum, embora essa cor seja aceita. O Saarloos tem expressões de lobo, bem como uma cabeça de lobo.
Pesa até 45 quilogramas. É um cão de constituição atlética, com ossatura média e corpo forte e musculoso. Move-se levemente sobre os pés e tem uma marcha elegante. Sua pelagem é curta e densa, proporcionando boa proteção contra as intempéries. Existem três cores conhecidas: cinza-lobo, vermelho e branco. Como os genes cinza-lobo são dominantes, esta é a cor mais comum de se ver na raça. Os genes para a cor branca são recessivos, tornando isso incomum, embora essa cor seja aceita. O Saarloos tem expressões de lobo, bem como uma cabeça similar a de um lobo.￼